# دولقون عيسى
دولقون عيسى (بالألمانية: Dolkun Isa)‏ (بالصينية 多里坤·艾沙; بالويغورية دولقۇن ئەيسا; ولد في 1967) سيد أعمال وناشط سياسية مسلم في تركستان الشرقية (مقاطعة شينجيانغ غرب الصين)، التي تطالب بالانفصال عن الصين.

## اقرأ أيضًا
- الأويغور
- حركة شرق تركستان الإسلامية

## وصلات خارجية
- موقع صوت شعب الايغور - موقع باللغة العربية
- ربيعة قدير.. زعيمة الإيغور